# ITER
ITER (în latină Iter – cale; inițial un acronim de la International Thermonuclear Experimental Reactor) este un megaproiect internațional de cercetare și inginerie a fuziunii nucleare, care construiește în prezent cel mai mare tokamak⁠(en)[traduceți] experimental al unui reactor de energie de fuziune⁠(en)[traduceți], adiacent infrastructurei Cadarache din sudul Franței. Proiectul ITER are drept scop tranziția mult-așteptată de la studii experimentale asupra plasmei în fizică, la producerea de electricitate la scară largă în centrale de energie de fuziune.
Proiectul este finanțat și gestionat de șapte entități membre — Uniunea Europeană, India, Japonia, Republica Populară Chineză, Rusia, Coreea de Sud și Statele Unite. Uniunea Europeană, ca parte gazdă a complexuli ITER, contribuie cu aproape 45 de procente din costul total, celelalte șase părți contribuind câte approximativ 9 procente fiecare.
Reactorul de fuziune ITER a fost proiectat să producă 500 MW de energie finală în timp ce are nevoie doar de 50 MW pentru a funcționa. Prin urmare, mașinăria are ca scop demonstrarea principiului producerii unei cantități mai mare de energie dintr-un proces de fuziune, decât cantitatea de energie necesară pentru a iniția procesul, lucru care nu a fost reușit încă de niciun reactor de fuziune. Construcția complexului Tokamak ITER a început în anul 2013 costul construcției ajungând acum la 16 miliarde de dolari (US$), de aproape 3 ori mai mult decât se preconiza inițial. Se așteaptă ca construcția infrastructurii să fie terminată în 2019, pornirea reactorului să aibă loc în același an, experimentele cu plasma să înceapă din 2020, iar experimentele de fuziune cu deuteriu-tritiu să înceapă în 2027. Dacă ITER va deveni operațional, acesta va fi cel mai mare experiment fizic cu plasmă de naștere magnetică⁠(en)[traduceți] în uz, depășindu-l pe Joint European Torus.

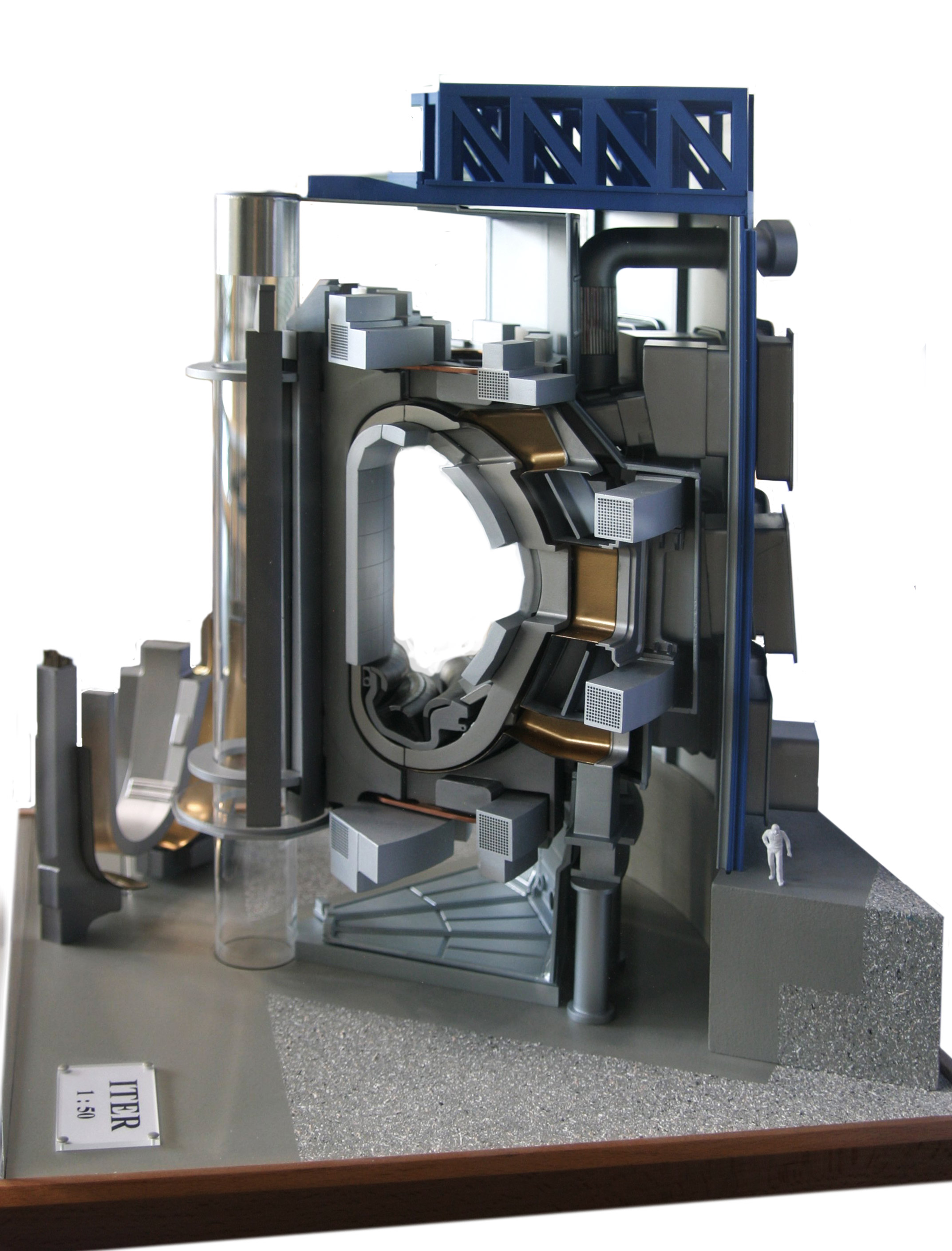
Vedere secțională a tokamakului ITER

| Dată       | Eveniment                                                                                           |
| ---------- | --------------------------------------------------------------------------------------------------- |
| 2006-11-21 | Cei șapte participanți s-au înțeles formal de a finanța crearea unui reactor de nuclear de fuziune. |
| 2008       | Începutul pregătirii locației, începutul itinerarului ITER.                                         |
| 2009       | Finalizarea pregătirii locației.                                                                    |
| 2010       | Începutul lucrărilor de excavare pentru complexul Tokamak.                                          |
| 2013       | Începutul lucrărilor de construcție a complexului Tokamak.                                          |
| 2015       | Prevăzut: începerea asamblării Tokamakului.                                                         |
| 2019       | Prevăzut: finalizea asamblării Tokamakului.                                                         |
| 2020       | Prevăzut: obținerea primei plasme.                                                                  |
| 2027       | Prevăzut: începerea experimentelor cu deuterium-tritium.                                            |

## Participanți

Cele 35 de țări participante la proiectul ITER

În prezent sunt șapte părți participante la programul ITER: Uniunea Europeană (prin organizația EURATOM), India, Japonia, Republica Populară Chineză, Rusia, Coreea de Sud și Statele Unite. Anterior, Canada a fost membru cu drepturi depline, dar a fost înlăturată din cauza lipsei de fonduri alocate din partea guvernului federal.
În 2007 a fost anunțat că participanții la ITER vor lua în considerație oferta Kazahstanului de a se alătura programului iar în martie 2009, Elveția, un membru asociat al EURATOM din 1979, a ratificat alăturarea țării la proiect.
Activitatea ITER este supravegheată de Consiliul ITER, care are autoritatea de a numi stafful major, a amenda regulamentul, a decide bugetul și a admite noi state sau organizații să participe la ITER. Actualul președinte al Consiliului ITER este Dr Hideyuki Takatsu.
Țări participante
- Austria
- Belgia
- Bulgaria
- China
- Croația
- Cipru
- Cehia
- Danemarca
- Estonia
- Finlanda
- Franța
- Germania
- Grecia
- Ungaria
- India
- Irlanda
- Italia
- Japonia
- Letonia
- Lituania
- Luxemburg
- Malta
- Țările de Jos
- Polonia
- Portugalia
- România
- Rusia
- Slovacia
- Slovenia
- Coreea de Sud
- Spania
- Suedia
- Elveția
- Regatul Unit
- Statele Unite

## Proiecte similare
Precursori ai ITER au fost
JET și Tore Supra.
Alte proiecte de reactori de fuziune sunt DEMO, Wendelstein 7-X, NIF, HiPER și MAST.